# Paavo Prokkonen
Pavel Stepanovitj (Paavo) Prokkonen (ryska: Павел Степанович Прокконен), född den 16 juli 1909 i Porosozero, guvernementet Olonets, död 18 juli 1979 i Petrozavodsk, var en karelsk-sovjetisk politiker. Han var ordförande för Karelsk-finska SSR:s ministerråd (statsminister) 1940–1947 och 1950–1956 samt som ordförande för presidiet för Karelska ASSR (president) 1956-1979.
I Sovjetunionens politik var han känd som Pavel Stepanovitj Prokkonen, men han översatte sitt förnamn till Finlands folkregerings förkunnande och är därmed känd i den finska historieskrivningen som Paavo Prokkonen. Hans ursprungliga efternamn var Prokofjev.

## Tidigt liv och politisk karriär
Prokkonen föddes i en fattig karelsk bondefamilj. År 1927 valdes Prokkonen till sekreterare för det lokala jordbruksrådet. Han gick med i Sovjetunionens kommunistiska parti 1930. År 1931 utnämndes han till ordförande för jordbruksrådet. Från 1934 och framåt arbetade Prokkonen i Karelska ASSR:s lokalstyre på olika poster, och blev till slut ordförande för sovjeten i Olonets-området 1937. Han valdes till vice ordförande för Karelska ASSR:s folkkommissarieråd år 1938, och han innehade posten fram till andra världskrigets utbrott.

### Betydande poster
Vid vinterkrigets start utropades Terijokiregeringen under Otto Ville Kuusinens styre den 1 december 1939. Medan han arbetade som minister för karelska ärenden var Paavo Prokkonen den enda karelska ministern och den enda som fötts utanför Storfurstendömet Finland i den så kallade Terijokiregeringen. När vinterkriget slutat och folkrepubliken smält samman med Karelsk-finska SSR utnämndes Paavo Prokkonen till den nya sovjetrepublikens första statsminister som ordförande för folkkommissariernas råd. Han tillträdde samma post åter år 1950, då titeln hade ändrats till ordförande i ministerrådet. Han arbetade där fram till år 1956, då den Karelsk-finska sovjetrepubliken degraderades till autonom sovjetrepublik. Då blev han befordrad till huvudman för den autonoma socialistiska republiken, ordförande för den högsta sovjetens presidium. Han innehade posten fram till sin död 1979.
Prokkonen var även vald av partikongressen till Sovjetunionens kommunistiska partis övervakningskommitté som medlem 1952–1961.

## Utmärkelser

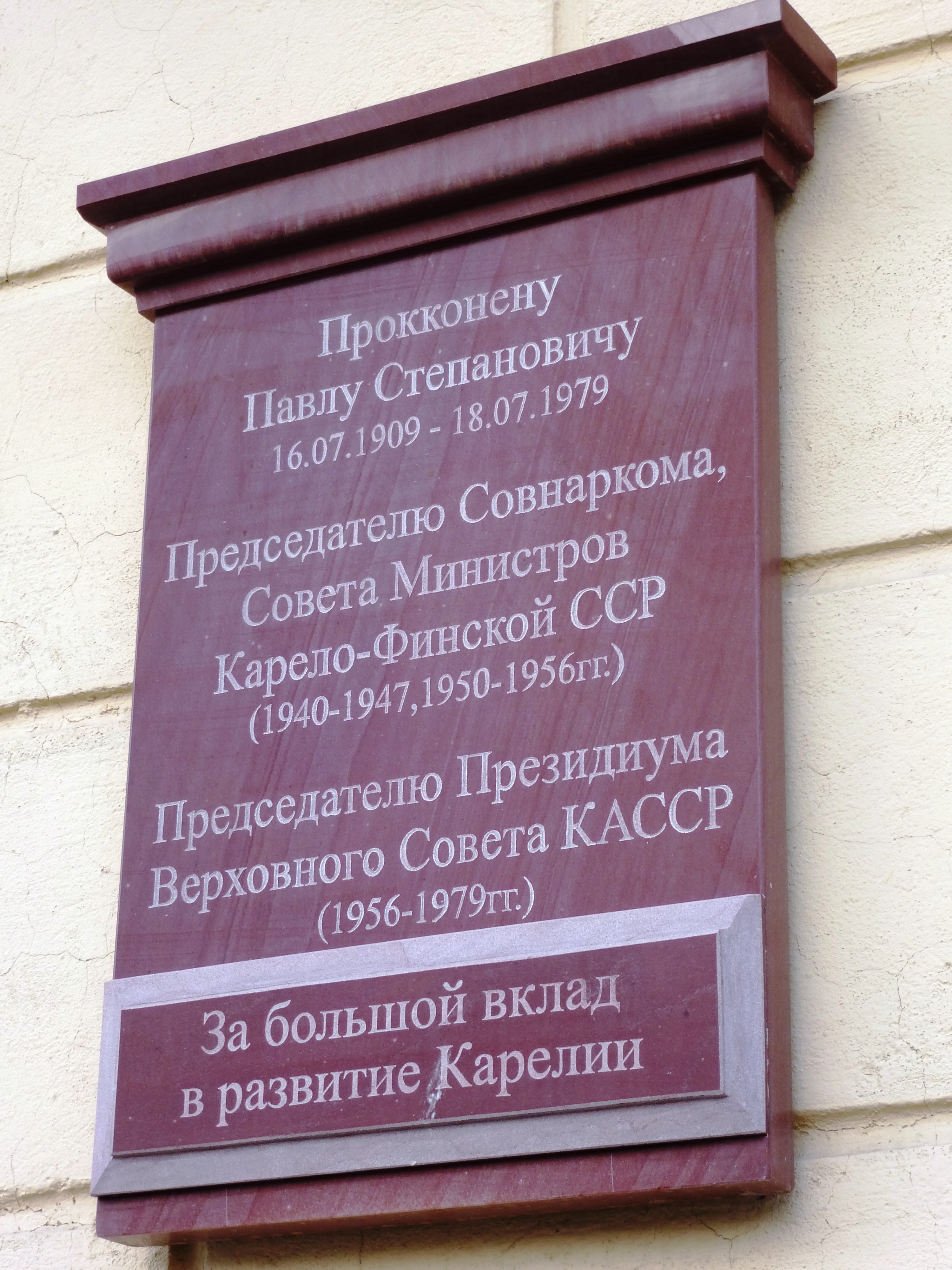
Minnesplatta på Kirovgatan.

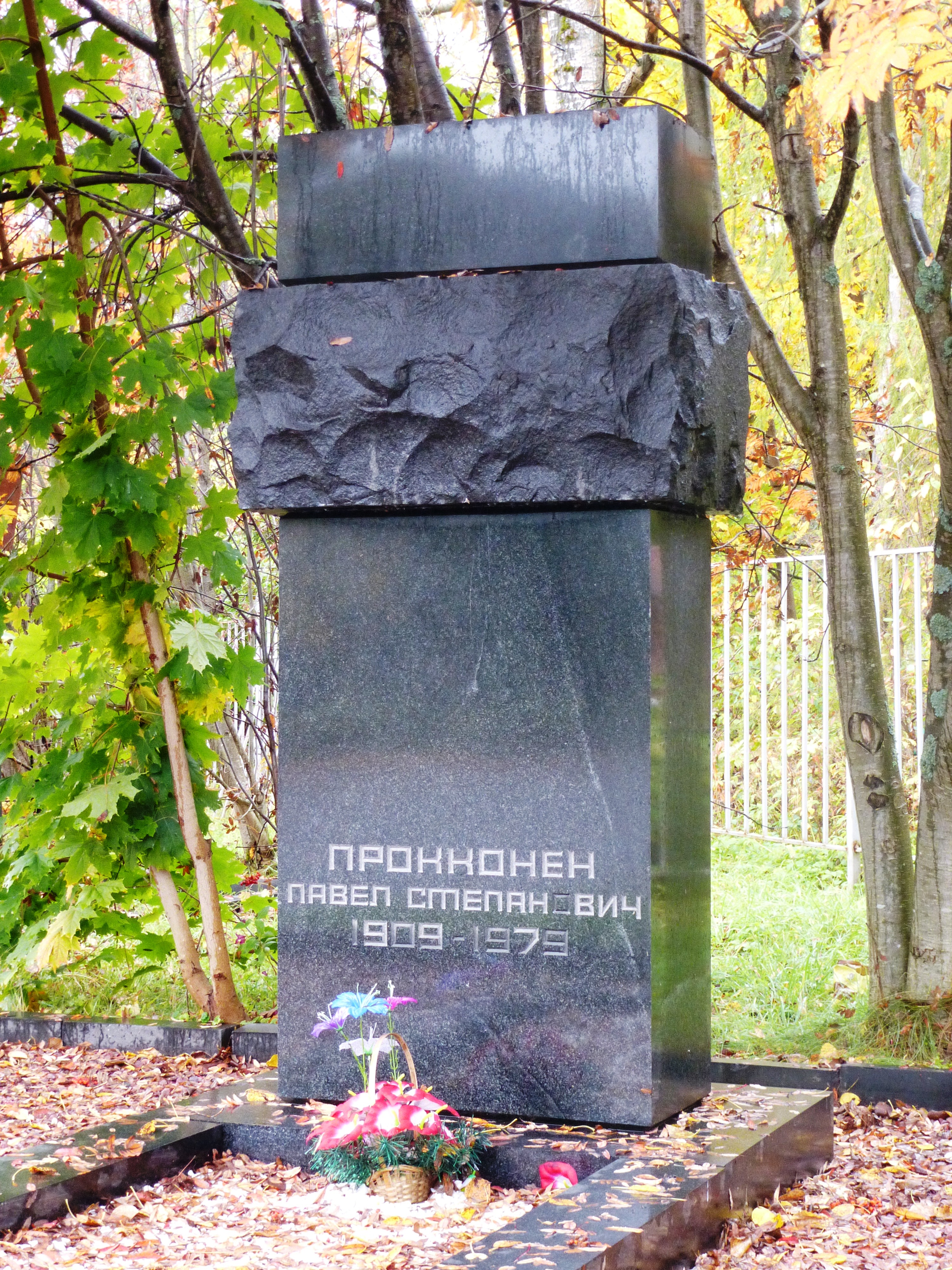
Prokkonens grav i Petrozavodsk.

Paavo Prokkonen belönades med Leninorden två gånger, en Patriotiska krigets orden och två Röda fanans orden.
Petrozavodsk stad satte upp en minnesplatta för Prokkonen på Kirovgatan 24 för att hedra hans födelses hundraårsjubileum. Plattan avtäcktes av Sergej Katanandov, president för Karelska republiken, år 2009.
- Leninorden[5]
- Arbetets Röda Fanas orden[5]
- Folkens vänskapsorden[5]
- Arbetets Röda Fanas orden[5]
- Leninorden[5]
- Patriotiska krigsorden av andra graden[5]
- Hedersmärke-orden[5]

[Redigera Wikidata]

## Litterär produktion
- Героизм народа в дни воины: Воспоминания, Karelens utgivare, Petrozavodsk 1974.